# Bencivenni
Bencivenni je priimek več oseb:    
- Federico Bencivenni, italijanski rimskokatoliški škof
- Marcella Bencivenni, italijanska zgodovinarka